# It's OK to be white
It's OK to be white (litt. « C'est ok d'être blanc ») est un slogan en anglais basé sur une campagne d'affichage organisée sur les panneaux de l'imageboard américain 4chan en 2017 et qui constitue une « preuve de concept » selon laquelle un « message inoffensif » provoquerait une réaction négative des médias. Des affiches et des autocollants contenant cette phrase ont été placés dans des rues des États-Unis ainsi que sur des campus aux États-Unis, au Canada, en Australie, en Belgique et au Royaume-Uni.

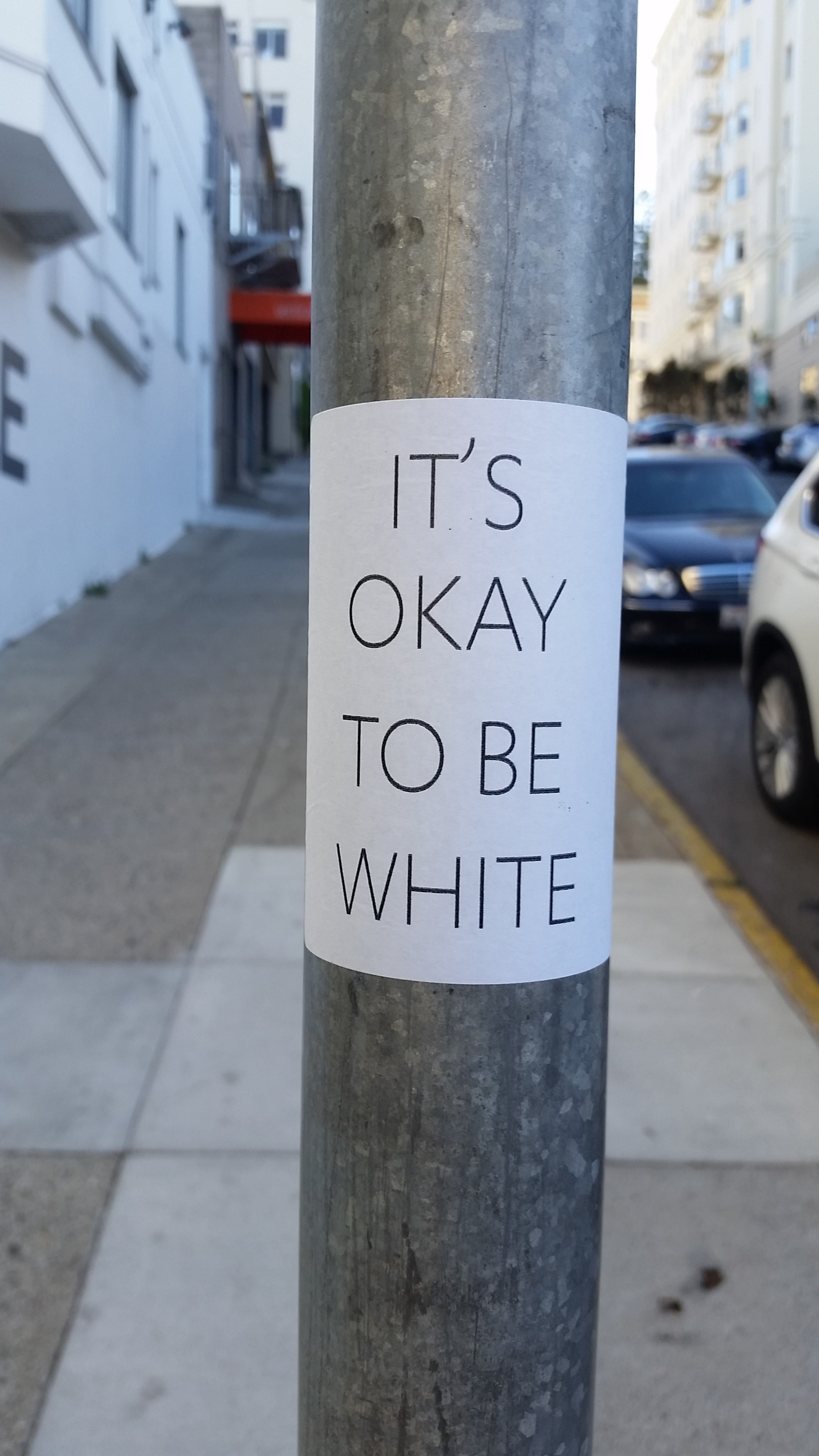
Autocollant It's OK to be white sur un poteau en novembre 2017.

Ce slogan gagne en notoriété grâce au présentateur Tucker Carlson de Fox News, et est, entre autres, diffusé par des groupes racistes, néo-nazis et de suprémacistes blancs.

## Réactions
William Craft, le président du Concordia College de Moorhead (Minnesota), une université dans laquelle certaines de ces affiches ont été placardées, a écrit : « L'affirmation de la dignité humaine signifie que nous sommes une communauté inclusive : il y a et il doit y avoir une place pour les personnes d'ethnies et de couleurs de peau différentes, de traditions religieuses différentes ou pas de traditions religieuses, de nations différentes, d'identités de genre différentes, de convictions politiques différentes. En ce sens, il est en effet acceptable d'être blanc —- et d'être noir, d'être brun, d'être chrétien, d'être musulman, d'être hétéro, d'être gay, d'être conservateur, d'être libéral, etc. Nous sommes plus forts pour cette diversité d'identités., »
Megan Squire (en), professeure à l'université Elon en Caroline du Nord, spécialiste de l’extrémisme en ligne, estime que : « Ces types de dépliants sont en fait très inquiétants. »